# Chloé Paquet
Chloé Paquet (pronúncia francesa: [klɔe pakɛ]; nascida em 1 de julho de 1994) é uma tenista profissional francesa. 
Paquet alcançou o ranking WTA mais alto de sua carreira, ficando em 101º lugar em simples em 25 de abril de 2022 e 247º em duplas em 12 de junho de 2017.

## Carreira

### 2010–2016: Estreia no WTA Tour
Paquet fez sua estreia no Circuito Feminino da ITF em março de 2010, no torneio de US$ 10k realizado em Gonesse, França; ela jogou apenas o evento de simples do torneio, perdendo na segunda rodada da qualificatória. Ela jogou mais quatro torneios de US$ 10k da ITF em 2010: um em Le Havre, outro em Équeurdreville na França, e dois em Ain Sujna [en] no Egito, sendo que no segundo chegou até as quartas de final.
Ela fez sua estreia em simples no WTA Tour em um torneio WTA Premier, o Open GdF Suez de 2011, como "wild card", ela perdeu na primeira rodada da qualificatória para Michaela Pochabová [en].
Paquet fez sua estreia em duplas femininas em Grand Slam no Aberto da França de 2014; ela e sua parceira Alix Collombon [en] receberam um "wild card" para a chave principal de duplas e perderam na primeira rodada para a dupla russa terceira "cabeça de chave", Ekaterina Makarova e Elena Vesnina.
Sua estreia de simples em Grand Slam aconteceu na qualificatória do Aberto da França de 2015, depois de receber um "wild card". Na qualificatória, ela derrotou a também francesa Lou Brouleau [de] na primeira rodada, antes de perder para a polonesa Paula Kania na segunda.
Paquet participou de mais uma qualificatória de Grand Slam, após receber novamente um "wild card" no Aberto da França de 2016. Ela fez sua estreia na chave principal de simples do WTA Tour na Copa Colsanitas 2016, depois de vencer duas partidas da qualificatória; ela perdeu na primeira rodada da chave principal para Anne Schäfer [en].

### 2017: Estreia em Grand Slam no Aberto da França, primeira vitória em uma partida de Major
No Aberto do México, Paquet jogou apenas sua segunda partida de simples na chave principal do WTA Tour; depois de vencer duas partidas da qualificatória, mas perdeu na primeira rodada da chave principal para a 7ª "cabeça de chave", Lesia Tsurenko.
Paquet fez sua estreia na chave principal de simples em Grand Slam no Aberto da França depois de receber um "wild card". Chegando a esse torneio classificada apenas em 260º lugar no ranking mundial de simples da WTA, ela derrotou Kristýna Plíšková, 44ª colocada, na primeira rodada, antes de perder para a 28ª colocada, Caroline Garcia, na segunda. A vitória de Paquet sobre Plíšková foi a primeira vitória de sua carreira na chave principal de simples do WTA Tour.

### 2021: Estreia no Top 150
No Australian Open, Paquet passou pela qualificatória e se classificou pela primeira vez na carreira para um torneio de Grand Slam. Em seu jogo de estreia ela perdeu para a também vinda da qualificatória Maiar Sherif. Ela recebeu seu quinto wildcard consecutivo por uma entrada direta na chave principal do Aberto da França, mas perdeu na primeira rodada para Magda Linette. No mesmo Major, em duplas, chegou à terceira rodada como dupla "wild card", ao lado da compatriota Clara Burel.
Paquet alcançou um novo ranking de simples, o mais alto de sua carreira, no 122º lugar do mundo, em 8 de novembro de 2021.

### 2022: Classificação mais alta na carreira, primeira entrada direta no Aberto da França, estreia em Wimbledon
Paquet atingiu um novo recorde na carreira como 101 do ranking da WTA em 25 de abril, o que lhe permitiu uma entrada direta no Aberto da França após a desistência de Markéta Vondroušová. No seu jogo de estreia, ela enfrentou a então número 7 do mundo, Aryna Sabalenka perdendo em jogo equilibrado de três sets.

### 2023
Os principais destaques de Paquet na temporada foram: uma semifinal em torneio de US$ 40k em Tallinn, Estônia em janeiro; uma semifinal em torneio de US$ 40k em Astana, Cazaquistão em fevereiro; uma semifinal em torneio de US$ 100k em Trnava, Eslováquia em maio; em setembro venceu um torneio de US$ 60k em Collonge-Bellerive, Suíça. Em dezembro, chegou à final do Open P2i Angers Arena Loire que perdeu em jogo de três sets para a compatriota Clara Burel.

### 2024
Os primeiros destaques de Paquet no ano, foram já na temporada em quadras de saibro, em abril, chegou às semifinais de dois torneios de US$ 60k, um em Bellinzona, Suíça e em Koper, Eslovênia. Chegou à final do L'Open 35 de Saint-Malo, que perdeu para Loïs Boisson [en] em jogo de três sets, ficando com o vice-campeonato. Em maio, perdeu na primeira rodada do Trophée Clarins para Viktoriya Tomova em jogo de três sets. Depois disso, tentou o Internationaux de Strasbourg, mas não passou pela qualificatória. Já no Aberto da França, como "wild card", venceu Diana Shnaider, na primeira rodada em sets diretos, venceu a cabeça de chave N° 32, Kateřina Siniaková, na segunda, em jogo de três sets muito disputado, mas perdeu na terceira para a cabeça de chave N° 5, Markéta Vondroušová, em sets diretos.

## Finais de WTA Challengers

### Simples: 1 (1 vice)
| Status | V–D | Data     | Torneio                         | Piso     | Oponente    | Placar        |
| ------ | --- | -------- | ------------------------------- | -------- | ----------- | ------------- |
| Perdeu | 0–1 | Dez 2023 | Open Angers Arena Loire, França | Duro (i) | Clara Burel | 6–3, 4–6, 2–6 |

### Duplas: 1 (1 vice)
| Status | V–D | Data     | Torneio                     | Piso     | Parceira           | Oponentes                        | Placar   |
| ------ | --- | -------- | --------------------------- | -------- | ------------------ | -------------------------------- | -------- |
| Perdeu | 0–1 | Nov 2017 | Open BLS de Limoges, França | Duro (i) | Pauline Parmentier | Valeria Savinykh Maryna Zanevska | 0–6, 2–6 |

## Finais do Circuito ITF

### Simples: 17 (7 títulos, 10 vices)
| Legenda                       |
| ----------------------------- |
| Torneios de US$ 100.000       |
| Torneios de US$ 80.000 (1–0)  |
| Torneios de US$ 60.000 (1–2)  |
| Torneios de US$ 40.000        |
| Torneios de US$ 25.000 (4–5)  |
| Torneios até US$ 15.000 (1–3) |

| Finais por piso |
| --------------- |
| Duro (3–2)      |
| Saibro (4–8)    |
| Grama (0–0)     |
| Carpete (0–0)   |

| Status | V–D  | Data     | Torneio                          | Nível  | Piso     | Oponente             | Placar           |
| ------ | ---- | -------- | -------------------------------- | ------ | -------- | -------------------- | ---------------- |
| Venceu | 1–0  | Jun 2014 | ITF Minsk, Bielorrússia          | 10.000 | Saibro   | Lidziya Marozava     | 6–2, 6–4         |
| Perdeu | 1–1  | Set 2014 | ITF Madri, Espanha               | 10.000 | Duro     | Elizaveta Ianchuk    | 2–6, 3–6         |
| Perdeu | 1–2  | Jun 2015 | ITF Périgueux, França            | 25.000 | Saibro   | Mathilde Johansson   | 4–6, 2–6         |
| Perdeu | 1–3  | Ago 2015 | ITF Fleurus, Bélgica             | 15.000 | Saibro   | Elyne Boeykens       | 4–6, 2–6         |
| Perdeu | 1–4  | Set 2016 | ITF Schoonhoven, Holanda         | 10.000 | Saibro   | Chiara Scholl        | 1–6, 4–6         |
| Perdeu | 1–5  | Mar 2017 | ITF Pula, Itália                 | 25.000 | Saibro   | Katarina Zavatska    | 1–6, 3–6         |
| Perdeu | 1–6  | Abr 2018 | ITF Tunis, Tunísia               | 25.000 | Saibro   | Valentina Ivakhnenko | 2–6, 2–6         |
| Perdeu | 1–7  | Ago 2018 | ITF Las Palmas, Espanha          | 25.000 | Saibro   | Başak Eraydın        | 2–6, 1–6         |
| Venceu | 2–7  | Out 2018 | ITF Joué-lès-Tours, França       | 25.000 | Duro (i) | Myrtille Georges     | 7–6(5), 6–2      |
| Perdeu | 2–8  | Jan 2020 | ITF Nonthaburi, Tailândia        | 25.000 | Duro     | Ankita Raina         | 3–6, 5–7         |
| Venceu | 3–8  | Jun 2021 | ITF Wrocław, Polônia             | 25.000 | Saibro   | İpek Öz              | 4–6, 6–3, 6–3    |
| Venceu | 4–8  | Jul 2021 | ITF Kyiv, Ucrânia                | 25.000 | Saibro   | Fanny Stollár        | 7–6(3), 3–6, 6–4 |
| Perdeu | 4–9  | Ago 2021 | ITF Grodzisk Mazowiecki, Polônia | 60.000 | Saibro   | Ekaterine Gorgodze   | 6–7(9), 6–0, 4–6 |
| Venceu | 5–9  | Out 2021 | ITF Netanya, Israel              | 25.000 | Duro     | Matilda Mutavdzic    | 6–3, 6–3         |
| Venceu | 6–9  | Out 2021 | ITF Poitiers, França             | 80.000 | Duro (i) | Simona Waltert       | 6–4, 6–3         |
| Perdeu | 6–10 | Jul 2022 | ITF Rome, Itália                 | 60.000 | Saibro   | Tara Würth           | 3–6, 4–6         |
| Venceu | 7–10 | Set 2023 | ITF Collonge-Bellerive, Suíça    | 60.000 | Saibro   | Lucrezia Stefanini   | 6–2, 6–1         |

### Duplas: 5 (1 título, 4 vices)
| Legenda                          |
| -------------------------------- |
| Torneios de US$ 100.000          |
| Torneios de US$ 80.000           |
| Torneios de US$ 60.000           |
| Torneios de US$ 40.000           |
| Torneios de US$ 25.000           |
| Torneios de até US$ 15.000 (1–4) |

| Finais por piso |
| --------------- |
| Duro (0–4)      |
| Saibro (1–0)    |
| Grama (0–0)     |
| Carpete (0–0)   |

| Status | V–D | Data     | Torneio                      | Nível  | Piso   | Parceira                | Oponentes                         | Placar           |
| ------ | --- | -------- | ---------------------------- | ------ | ------ | ----------------------- | --------------------------------- | ---------------- |
| Perdeu | 0–1 | Dez 2012 | ITF Djibouti City, Djibouti  | 10.000 | Duro   | Amandine Hesse          | Diana Bogoliy Yana Sizikova       | 3–6, 6–3, [8–10] |
| Perdeu | 0–2 | Dez 2012 | ITF Djibouti City, Djibouti  | 10.000 | Duro   | Amandine Hesse          | Diana Bogoliy Yana Sizikova       | 7–5, 4–6, [4–10] |
| Perdeu | 0–3 | Fev 2013 | ITF Sharm El Sheikh, Egito   | 10.000 | Duro   | Clothilde de Bernardi   | Anja Prislan Jasmin Steinherr     | 6–3, 2–6, [4–10] |
| Perdeu | 0–4 | Jan 2014 | ITF Saint Martin, Guadeloupe | 10.000 | Duro   | Léa Tholey              | Khristina Blajkevitch Brandy Mina | 5–7, 2–6         |
| Venceu | 1–4 | Jan 2017 | ITF Hammamet, Tunísia        | 15.000 | Saibro | María Teresa Torró Flor | Joséphine Boualem Julia Grabher   | 6–4, 6–4         |